# Moïta
Moïta est une commune française située dans la circonscription départementale de la Haute-Corse et le territoire de la collectivité de Corse. Elle appartient à l'ancienne piève de Serra dont elle était le chef-lieu.

## Géographie
Moïta se trouve dans le centre-est de la Corse, dans la piève de Serra, à l'orée de la Castagniccia, à 20 km des plages de la plaine orientale, à 40 km de Corte (au centre de l'île) et 23 km d'Aleria, ancienne capitale de la Corse romaine. À une altitude moyenne de 450 m, le village dominé, à l'est par le mont Sant'Appianu (1100m), se trouve sur un territoire de moyennes collines (anciennes terres à vignes) descendant au sud-est vers la Bravone, qui se jette dans la Méditerranée toute proche. Hier village parmi les plus peuplés du canton de Moïta-Verde, Moïta est resté chef-lieu du canton de Moita-Verde, bien qu'il ne compte plus aujourd'hui que 76 habitants, le chiffre ne prenant pas en compte les nombreux habitants, principalement des retraités, résidant au village pendant six mois de l'année. Luttant contre la désertification, comme nombre de villages de montagne dans l'île, Moïta connaît aujourd'hui un regain d'activité grâce à l'élevage (porcs, chèvres, vaches) qui maintient une vie économique et entretient l'espoir d'un renouveau. La construction de gîtes communaux ou particuliers a permis au village de s'ouvrir au tourisme. Les nombreuses constructions nouvelles, la restauration entreprise de l'habitat ancien semble confirmer cette renaissance.

## Urbanisme

### Typologie
Au 1er janvier 2024, Moïta est catégorisée commune rurale à habitat dispersé, selon la nouvelle grille communale de densité à sept niveaux définie par l'Insee en 2022.
Elle est située hors unité urbaine et hors attraction des villes,.

### Occupation des sols
L'occupation des sols de la commune, telle qu'elle ressort de la base de données européenne d’occupation biophysique des sols Corine Land Cover (CLC), est marquée par l'importance des forêts et milieux semi-naturels (100 % en 2018), une proportion identique à celle de 1990 (100,1 %). La répartition détaillée en 2018 est la suivante : 
forêts (48,9 %), milieux à végétation arbustive et/ou herbacée (34,6 %), espaces ouverts, sans ou avec peu de végétation (16,5 %). L'évolution de l’occupation des sols de la commune et de ses infrastructures peut être observée sur les différentes représentations cartographiques du territoire : la carte de Cassini (XVIIIe siècle), la carte d'état-major (1820-1866) et les cartes ou photos aériennes de l'IGN pour la période actuelle (1950 à aujourd'hui).

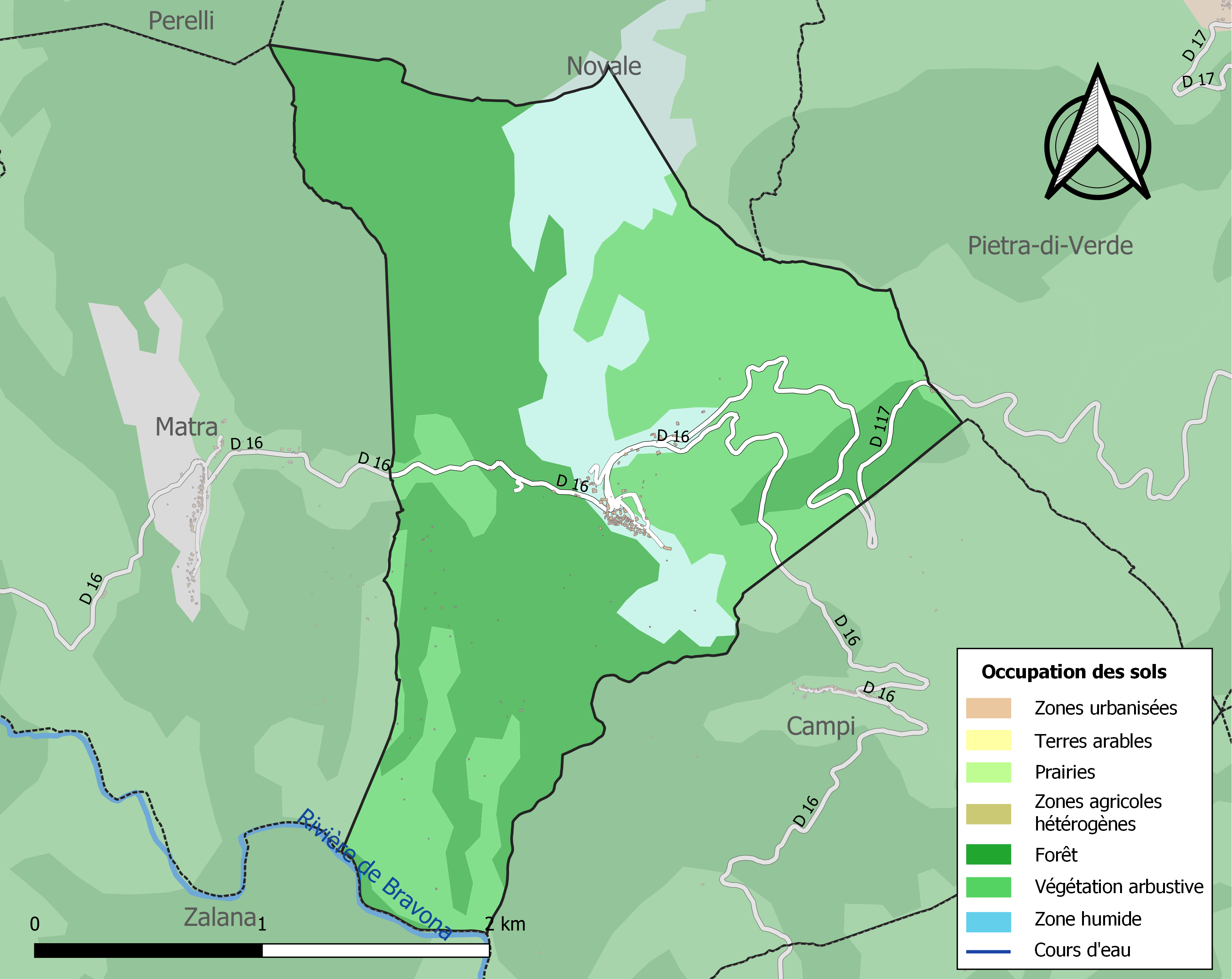
Carte des infrastructures et de l'occupation des sols de la commune en 2018 (CLC).

## Histoire
Moïta a été la patrie du conventionnel Andrei (1733 - 1815) qui refusa de voter la mort de Louis XVI. Il fut également le village natal du baron d'Empire Morandini (1766- 1831). Sa plus grande gloire reste peut-être d'avoir accueilli en août 1836 Padre Albini, aujourd'hui béatifié, venu de son couvent de Vico pour porter la bonne parole aux habitants du village. La tradition lui attribue la réalisation d'un miracle dont témoignerait encore la fontaine située près de la Grande Croix à l'entrée du village, et que Padre Albini éleva comme marque de son passage. 
Au XVIIIe siècle, dans le tumulte des événements qui marquèrent cette époque, Moïta prit le parti de Pascal Paoli qui devait devenir le Général de la Nation corse, premier état démocratique de l'Europe, que Louis XV annexa de manière brutale à son royaume.

## Politique et administration
| Période                                  | Période   | Identité            | Étiquette | Qualité    |
| ---------------------------------------- | --------- | ------------------- | --------- | ---------- |
| avant 1981                               | ?         | Michel-Ange Filippi |           |            |
| mars 2001                                | En cours  | Dominique Gozzi     | DVG       | Retraité   |
| mars 1981                                | mars 2001 | Paul-Michel Filippi | PS        | Enseignant |
| Les données manquantes sont à compléter. |           |                     |           |            |

## Démographie
L'évolution du nombre d'habitants est connue à travers les recensements de la population effectués dans la commune depuis 1800. Pour les communes de moins de 10 000 habitants, une enquête de recensement portant sur toute la population est réalisée tous les cinq ans, les populations de référence des années intermédiaires étant quant à elles estimées par interpolation ou extrapolation. Pour la commune, le premier recensement exhaustif entrant dans le cadre du nouveau dispositif a été réalisé en 2004.

En 2022, la commune comptait 62 habitants, en évolution de −21,52 % par rapport à 2016 (Haute-Corse : +5,15 %, France hors Mayotte : +2,11 %).
| 1800 | 1806 | 1821 | 1831 | 1836 | 1841 | 1846 | 1851 | 1856 |
| ---- | ---- | ---- | ---- | ---- | ---- | ---- | ---- | ---- |
| 502  | 575  | 598  | 620  | 699  | 768  | 719  | 741  | 750  |

| 1861 | 1866 | 1872 | 1876 | 1881 | 1886 | 1891 | 1896 | 1901 |
| ---- | ---- | ---- | ---- | ---- | ---- | ---- | ---- | ---- |
| 828  | 741  | 902  | 908  | 826  | 876  | 842  | 844  | 900  |

| 1906 | 1911 | 1921 | 1926 | 1931 | 1936 | 1946 | 1954 | 1962 |
| ---- | ---- | ---- | ---- | ---- | ---- | ---- | ---- | ---- |
| 836  | 648  | 624  | 626  | 666  | 591  | 453  | 330  | 247  |

| 1968 | 1975 | 1982 | 1990 | 1999 | 2004 | 2006 | 2009 | 2014 |
| ---- | ---- | ---- | ---- | ---- | ---- | ---- | ---- | ---- |
| 231  | 200  | 164  | 121  | 76   | 83   | 77   | 83   | 79   |

| 2019 | 2022 | - | - | - | - | - | - | - |
| ---- | ---- | - | - | - | - | - | - | - |
| 65   | 62   | - | - | - | - | - | - | - |

## Lieux et monuments
L'église Saint-Siméon, récemment restaurée, est de pur style baroque. Objets classés. Elle mérite d'être visitée. À voir également la monumentale fontaine aux 3 gueules de lion, œuvre d'un artiste local. Four à pain restauré, et dans certaines demeures, moulins à huile à traction animale, et fuconi, foyers allumés jadis en permanence et servant au séchage des châtaignes.

## Personnalités liées à la commune
- Conventionnel Antoine-François Andrei  (né et mort à Moita) 1733 - 1815
- Baron de l'Empire Antoine François Morandini 1766 - 1831
- Francescu Fillipu Filippi : luthier. Inventeur d'un mini-violoncelle (cf Jean Pandolfi-Crozier)
- Eric MAUREL (1960-), magistrat et écrivain, y a vécu (1966 à 1968). Il est l'auteur notamment des ouvrages "Paroles de procureur" (ed. Gallimard - 2008) -  (ISBN 9782070119776) - et "Environnement et médiation pénale http://www.gallimard.fr/Catalogue/GALLIMARD/Temoins/Paroles-de-procureur et "Environnement et médiation pénale" (ed. L'Harmattan - 2010) -  (ISBN 978-2-296-11223-0) - http://www.editions-harmattan.fr/index.asp?navig=catalogue&obj=livre&no=31024